# Stern
A Stern a legrégebbi német hetilap, mely a Bertelsmann Media Grouphoz tartozó hamburgi Gruner + Jahr kiadó gondozásában Andreas Petzold valamint Thomas Osterkorn főszerkesztők vezetésével jelenik meg minden csütörtökön. A lapot 1948-ban alapította Henri Nannen Hannoverben.
A Stern politikai, társadalmi témákkal foglalkozik, emellett a lapban találunk klasszikus riportokat hírességekkel. Hagyománya van annak, hogy nagyobb hangsúlyt fektetnek a jó minőségű fényképekre mint általában más hetilapok. A legtöbb beszámoló is a Sterntől megszokott riportos stílusban íródik.  Németországban a hetilapnak 7,47 millió kalkulált olvasója van, amely a 14 éven felüli lakosság 11,5 százalékának felel meg.
A Stern 1983. április 25-én óriási hírverés közepette hozta nyilvánosságra Adolf Hitler állítólagos naplóinak a felfedezését. A széles körben reklámozott felfedezésről azonban rövid időn belül kiderült, hogy közönséges hamisítványok, emiatt a lap olvasottsága nagyot esett az 1980-as években. A csalást végrehajtó Konrad Kujau és a tudósító Gerd Heidemann is börtönbe kerültek, bár utóbbit nyilvánvalóan becsapták.